# Улица Рубакина
Улица Руба́кина — улица в городе Ломоносове Петродворцового района Санкт-Петербурга. Проходит от Кронштадтской до Первомайской улицы.
Изначально, с 1790-х годов, называлась 2-й Нижней улицей и проходила от Балтийской железнодорожной линии до Петербургской улицы (участок от железной дороги до Кронштадтской улицы был закрыт в 1930-х годах, а в 1969 году на его месте был построен жилой дом на Кронштадтской улице, 4). Название связано с местоположением улицы относительно Главной улицы (ныне Дворцовый проспект), а порядковый номер — для отличия от 1-й Нижней улицы.
В 1800-х годах появилось название Шве́дская улица для участка от реки Карасты до Первомайской улицы. Дано по располагавшемуся здесь так называемому Шведскому, или Инженерному, двору — территории, заселённой преимущественно иностранцами, в основном шведами.
В 1869 году Шведская улица была присоединена ко 2-й Нижней улице. А в 1890-х годах вновь выделена, но уже под другим названием — Люби́мовская, в честь протоиерея Пантелеимоновской церкви Любимова, организатора благотворительных акций в Ораниенбауме.
В конце 1940-х годов Любимовскую улицу переименовали в Колхо́зную — по расположенному на улице колхозному рынку (дом 4) и Дому колхозника (не сохранился).
1 декабря 1967 года 2-я Нижняя и Колхозная улицы были объединены под названием улица Руба́кина — в честь библиографа и просветителя Н. А. Рубакина, уроженца Ораниенбаума. В угловом доме по Кронштадтской ул., д. 1 до революции работали городские бани, принадлежавшие семье Рубакиных.
В 20 метрах западнее Петербургской улицы улица Рубакина пересекает по Шведскому мосту реку Карасту.

## Застройка
- дом 2/5 — жилой дом (вторая половина XIX века; объект культурного наследия регионального значения[3]).
- дом 11 — жилой дом (вторая половина XIX века; объект культурного наследия регионального значения[3]). Ныне от дома осталось пепелище.
- дом 15/11 — главное здание городской больницы (1876; объект культурного наследия регионального значения[3]).
- дом 17 — службы городской больницы (1907; объект культурного наследия регионального значения[3]).
- дом 19 — барак для заразных больных городской больницы (XIX века; объект культурного наследия регионального значения[3]). В 2007 году в соответствии с письмом КГИОП здание было разобрано, поскольку «находилось в разрушенном аварийном состоянии». В конце 2011 или начале 2012 года на месте утраченного барака начали строить новое здание из пенобетона с большими окнами; разрешение на его возведение не выдавалось[4].

## Перекрёстки
- Кронштадтская улица
- Петербургская улица
- Екатерининский переулок
- Первомайская улица